# Adler Vineta
Die Adler Vineta ist ein Passagierschiff der Adler-Schiffe. Sie fuhr früher auch unter dem Namen Adolph Schönfelder und Fritz Reuter. Als Adler Vineta war das Schiff zuletzt ab Mai 1999 als Butterschiff der Adler-Schiffe im Dienst. Das Schiff verkehrte bis Ende 2007 zwischen Bansin, Heringsdorf, Ahlbeck und Swinemünde (Świnoujście), danach wurde es in Peenemünde aufgelegt. Seit 2010 ist es wieder zwischen den Usedomer Seebädern und Misdroy (Międzyzdroje) sowie Swinemünde im Einsatz.

## Geschichte
Am 30. März 1981 wurde das Passagierschiff bei der HDW Hamburg gebaut, an die damalige HADAG Seetouristik und Fährdienst AG in Hamburg ausgeliefert. Zwischen April 1981 und Mai 1985 wurde die damalige Adolph Schönfelder zu Ausflugsfahrten auf der Elbe eingesetzt.

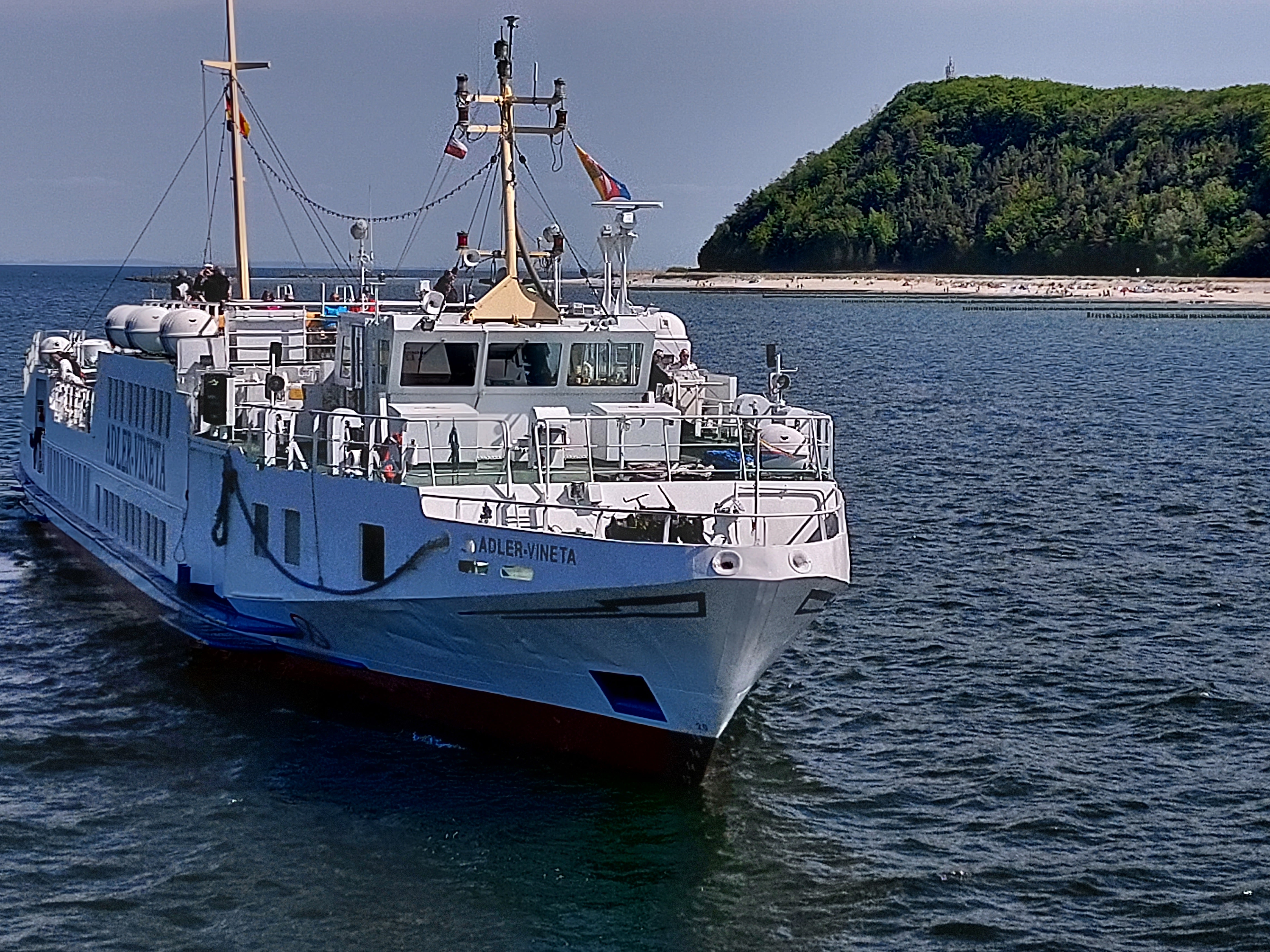
Anlegemanöver im Mai 2023 in Koserow mit Blick auf den Streckelsberg

Danach wurde das Schiff zusammen mit seinem, wenige Monate älteren, Schwesterschiff Max Brauer (siehe unten) an die neu ins Leben gerufene Bäderlinie Ostholstein verchartert. Dort wurden die Schiffe auf der Ostsee zwischen Burgstaaken (Fehmarn) und Lübeck-Travemünde eingesetzt. Für Zwischenstopps waren in verschiedenen Seebädern an der Ostholsteinischen Küste eigens neue Seebrücken errichtet worden, zum Beispiel in Grömitz. Nur vier Monate später wurde der Dienst aber bereits wieder eingestellt und die beiden Schiffe kehrten zur HADAG Seetouristik und Fährdienst AG zurück.
Im Juli 1990 wurde das Schiff an die Weiße Flotte Ostsee GmbH verchartert, blieb aber zunächst unverändert nach dem SPD-Politiker Adolph Schönfelder benannt, ein Jahr später erfolgte der Verkauf an die Weiße Flotte Ostsee GmbH, die es daraufhin auf den Namen des Schriftstellers Fritz Reuter taufte. Der neue Heimathafen war Flensburg. 1991 und 1992 wurde die Fritz Reuter zu Ausflugsfahrten von Stralsund und Hiddensee eingesetzt.
Ab 1992 war ihr neuer Heimathafen Stralsund. Ab 1995 war das Schiff für die Reederei Hiddensee GmbH registriert. Im Mai 1999 wurde es an die Adler-Reederei verkauft und in Adler Vineta umbenannt. Vom 1. Mai 1999 bis 2007 wurde die Adler Vineta zu Tagesausflugsfahrten zwischen Heringsdorf und Swinemünde eingesetzt. Anfang 2008 wurde das Passagierschiff in Peenemünde auf Usedom aufgelegt.
Im Mai 2010 wurde die Adler Vineta nach Arnis zur Otto-Eberhardt-Werft verholt. Dort wurde sie überholt, einige Läden mussten ihren Platz für weitere Sitzplätze lassen und das Bootsdeck wurde umgebaut. Seit Anfang Juni 2010 verkehrt die Adler Vineta wieder zwischen den Kaiserbädern auf Usedom und Polen.

## Schwesterschiff

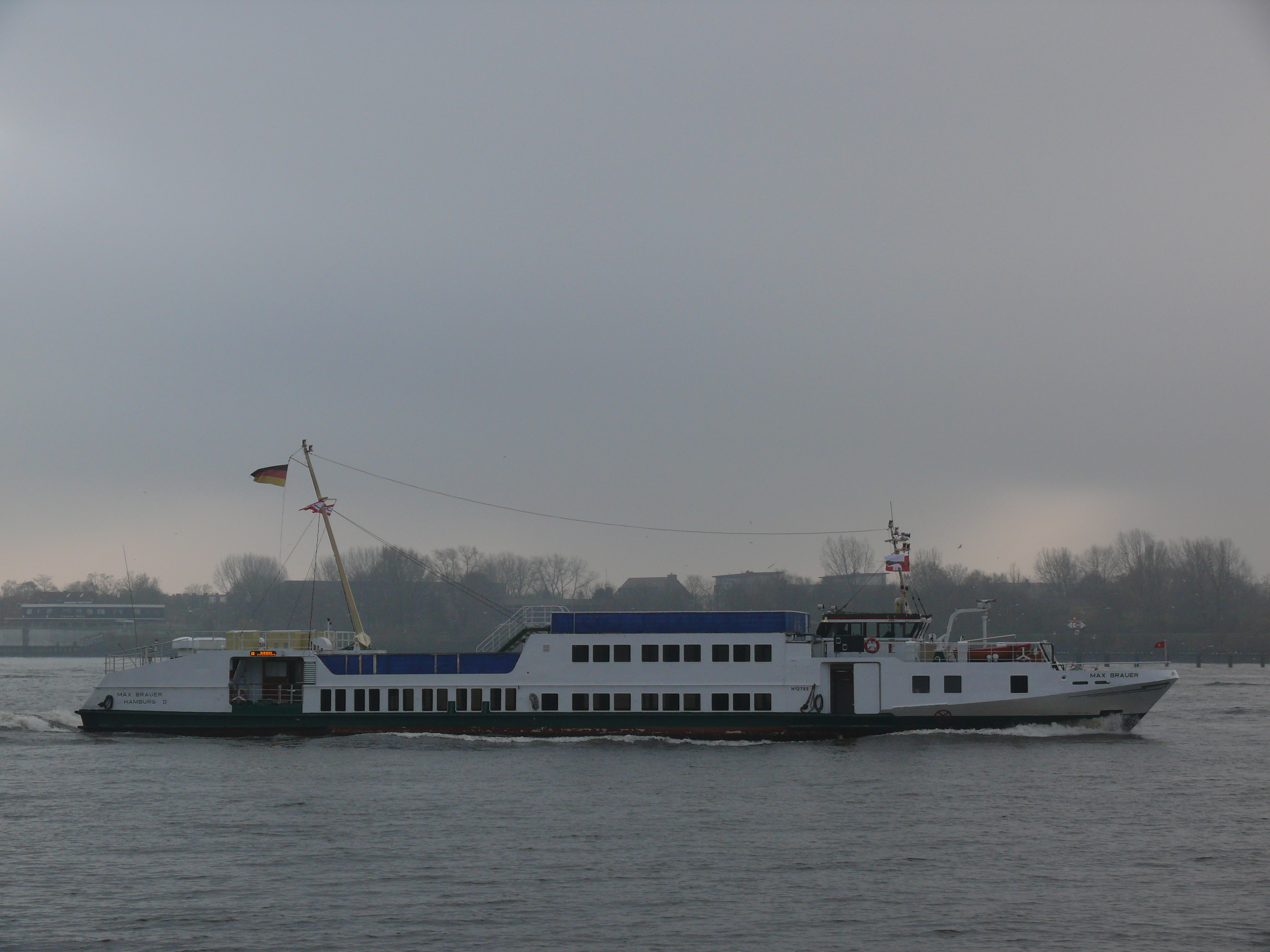
Das Schwesterschiff Max Brauer

1980 wurde ein Schwesterschiff von derselben Werft ebenfalls für die HADAG gebaut. Die Max Brauer – auch nach einem Hamburger SPD-Politiker benannt – blieb bis zum 31. Dezember 2010 in Hamburg für die HADAG im Einsatz. Zuletzt bediente sie jedoch nur noch den EADS-Werksverkehr und stand für „Erlebnis-Törns“ zur Verfügung, da die modernen Ein-Mann-Fähren für den Liniendienst im Hamburger Hafen wirtschaftlicher sind. Nachdem die Max Brauer dann drei Jahre aufgelegt war (zunächst am HADAG-Ponton, ab Ende Mai 2013 bei der Werft SSB Spezialschiffbau Oortkaten), wurde sie im Januar 2014 an die Reederei Böttcher verkauft, die im Bereich der Ostsee tätig ist. Sie kam jedoch nicht wieder zum Einsatz, sondern wechselte nur den Liegeplatz, bis sie schließlich am 3. April 2015 ihre letzte Reise zu einer Papenburger Abwrackwerft antrat.